# Movimento Gay de Minas
O Movimento Gay de Minas (MGM) é uma organização não governamental voltada para a defesa dos direitos dos homossexuais no Brasil, especialmente no estado de Minas Gerais. Foi fundado em 1998, em Juiz de Fora.
A entidade oferece assistência jurídica e psicológica para homossexuais, além de promover campanhas de prevenção de DST/AIDS e abrigar atividades culturais como grupos de dança, teatro e drag queens. Em 2001, inaugurou em Juiz de Fora o Centro de Convivência do Cidadão Homossexual (CCH), onde promove debates sobre problemas dos homossexuais no Brasil. A sede foi alvo de 29 ações de vandalismo.
Uma importante vitória do MGM foi a aprovação, em 2000, da Lei Municipal nº 9791 de Juiz de Fora,  conhecida como "Lei Rosa", que proíbe a discriminação da população LGBT na cidade.
Em 2005, a organização lançou o projeto Capacitação de Professores em Homossexualidade, para capacitar 80 professores e agentes pedagógicos da rede municipal de ensino de Juiz de Fora em oficinas sobre homossexualidade, abordando temas como direitos sexuais e estereótipos.
Em 2012, o MGM recebeu a Ordem do Mérito Cultural. 